# Cantón Pangua
El Cantón Pangua, en la provincia de Cotopaxi, en el centro del Ecuador, se formó el 1 de junio de 1938.
De acuerdo con el Sistema Integrado de Indicadores Sociales del Ecuador, SIISE, la pobreza por necesidades básicas insatisfechas, alcanza el 89,34 % de la población total del cantón. La población económicamente activa en el 2002, fecha del último censo era de 8.427 habitantes.

## División política

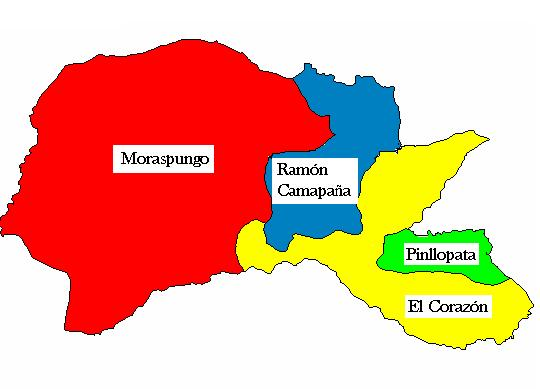
Parroquias rurales del Cantón Pangua.

El cantón Pangua tiene las siguientes parroquias: 

### Parroquia urbana
- El Corazón

### Parroquias rurales

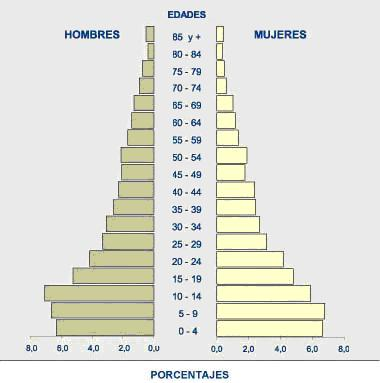
Pirámide de edades de la Población del Cantón Pangua (2001).

- Moraspungo
- Pinllopata
- Ramón Campaña

## Características demográficas
De acuerdo con los datos presentados por el Instituto Ecuatoriano de Estadísticas y Censos (INEC), del último Censo de Población y Vivienda, realizado en el país (2001), Pangua presenta una base piramidal ancha, que representa una población joven. La tasa media de crecimiento anual de la población de 1,5 (período 1990-2001)
En el área rural del cantón se encuentra concentrada un 92,7% de la población de Pangua. La población femenina alcanza el 48%, mientras que la masculina, el 52%. El analfabetismo en mujeres alcanza el 21,18%, mientras que en varones alcanza el 13,43%.
| Población - Dinámica demográfica | Habitantes |
| Población (habitantes)           | 19.877     |
| Población - hombres              | 9.548      |
| Población - mujeres              | 10.329     |
| Población - menores a 1 año      | 463        |
| Población - 1 a 9 años           | 4.787      |
| Población - 10 a 14 años         | 2.580      |
| Población - 15 a 29 años         | 4.942      |
| Población - 30 a 49 años         | 3.851      |
| Población - 50 a 64 años         | 1.921      |
| Población - de 65 y más años     | 1.333      |

## Servicios básicos
Un significativo porcentaje de la población carece de alcantarillado, apenas lo poseen el 15% de viviendas, mientras que el 38,29% dispone de algún sistema de eliminación de excretas. 
Otros indicadores de cobertura de los servicios básicos son:
- Agua entubada por red pública dentro de la vivienda: 0,19%.
- Energía eléctrica 52,95%.
- Servicio telefónico 8,8%.
- Servicio de recolección de basuras: 9,33% de las viviendas.

En síntesis, el déficit de servicios residenciales básicos alcanza al 88,9% de viviendas